# ناحیه راولپندی
ناحیه راولپندی (به انگلیسی: Rawalpindi District) یکی از ناحیه‌های پاکستان در پاکستان است که در پنجاب واقع شده‌است. ناحیه راولپندی ۵٬۲۸۶ کیلومتر مربع مساحت و ۵٬۴۰۵٬۶۳۳ نفر جمعیت دارد.